# The Phantom from 10,000 Leagues
The Phantom from 10,000 Leagues è un film statunitense del 1955, diretto da Dan Milner, con Cathy Downs.

## Trama
Un mostro marino vagamente antropomorfo si aggira sotto la superficie dell’acqua sulla quale sta un pescatore sulla sua barca.
Tempo dopo il cadavere del pescatore viene trovato sulla spiaggia. A provocarne la morte pare siano state alcune emissioni radioattive, rilevabili sul corpo del defunto, ed evidenti anche sulla sua barca, ritrovata capovolta vicino al suo corpo. È il terzo decesso misterioso ad avvenire in breve tempo lungo il medesimo ristretto tratto di costa.
Iniziano le indagini condotte da due investigatori governativi, inizialmente all’insaputa l’uno dell’altro: William Grant e un valente oceanografo, Ted Stevens (àlias Ted Baxter), autore di uno studio sugli effetti biologici della radiazione sulla fauna marina.
Appare non solo che una potente fonte radioattiva sia presente in un determinato tratto della costa, ma pure che il mostro marino, ora avvistato più volte, ed evidentemente immune dalle radiazioni nocive, stazioni da quelle parti, sorta di guardiano della nefasta fonte di energia.
Il professor King, direttore dell’Istituto di Oceanografia del posto, la cui figlia Lois inizia una relazione amorosa con Ted Stevens, viene sospettato di aver dato vita al mostro marino, utilizzando proprio gli studi pubblicati in precedenza da Ted. Le indagini si complicano quando si viene a sapere che l’assistente del professore vorrebbe sapere di più sulle ricerche che King tiene rigorosamente segrete, solo per poter vendere al migliore offerente la possibile arma atomica.
Dopo altri due decessi, e dopo addirittura l’esplosione di una nave che stazionava da quelle parti, il professor King si rende conto degli effetti nocivi delle proprie ricerche, pure intenzionate ad un uso pacifico, e decide di immergersi in mare per distruggere con la dinamite la fonte radioattiva ed il mostro. In quel frangente viene tuttavia attaccato dalla propria “creatura” mostruosa, e perisce nella conflagrazione che ha innescato.